# Trezor (system informatyczny)
Trezor to Informatyczny System Obsługi Budżetu Państwa, wprowadzany przez Ministerstwo Finansów. System Trezor ma służyć do obsługiwania procesów budżetowych, czyli do:
- planowania budżetu,
- wykonywania budżetu,
- sprawozdawczości budżetowej,
- opracowania raportów dla kierownictwa.

Nazwa systemu pochodzi z języka francuskiego, gdzie trésor oznacza skarb lub skarbiec.

## Struktura systemu
Trezor został zbudowany z czterech podstawowych modułów, które odpowiadają procesom budżetowym.
- Moduł Planowanie:

dotyczy procesu planowania budżetu, którego celem jest opracowanie projektu ustawy budżetowej oraz układu wykonawczego. W ramach tego modułu można m.in. definiować wskaźniki makroekonomiczne (np. stopę inflacji, kurs walutowy), wprowadzać prognozy deficytu budżetowego, szacować dochody i limity wydatków budżetowych, opracowywać plan dochodów i wydatków.
- Moduł Obsługa Dysponentów:

dotyczy wykonywania budżetu państwa, obejmującego przekazywanie dysponentom środków na wydatki, zarządzanie płynnością budżetu państwa oraz prowadzenie rachunkowości budżetu państwa. W ramach tego modułu można wprowadzać, zatwierdzać i modyfikować roczne harmonogramy wydatków wszystkich dysponentów, miesięczne zapotrzebowania na środki oraz zwroty dochodów. Można również generować raporty w formacie pliku XML oraz PDF. 
- Moduł Sprawozdawczość:

dotyczy wprowadzania oraz zatwierdzania sprawozdań budżetowych zgodnie ze strukturą hierarchiczną dysponentów. W ramach tego modułu możemy wprowadzać dane do sprawozdań budżetowych i przekazać do Ministerstwa Finansów. Mamy dostęp do aktualnych i odpowiednio pogrupowanych informacji.

## Producent systemu
Firma Comarch została zwycięzcą przetargu na zaprojektowanie, wykonanie i wdrożenie informatycznego systemu obsługi budżetu państwa dla Ministerstwa Finansów. 
Główne moduły systemu zostały zbudowane na podstawie Oracle Financials, poza tym wdrożone zostały również rozwiązania Comarch.